# Aéroport de Dhangadhi
L'aéroport de Dhangadhi (code IATA : DHI • code OACI : VNDH) est un aéroport desservant la ville de Dhangadhi, au Népal.

## Situation
L'aéroport est situé à 210 mètres d'altitude. 
| \| 100 km1:3 095 000 \| Bajura Bhadrapur Bhâratpur Bhojpur Biratnagar Dhangadhi Dolpa Janakpur Jomsom Jumla Katmandou Lamidanda Lukla Manang Meghauli Nepalganj Phaplu Pokhara Ramechhap Rukumkot Rumjatar Simara Siddharthanagar Simikot Surkhet Talcha Taplejung Thamkharka Tumlingtar Dang |
| 100 km1:3 095 000 |

## Installations
Il possède une unique piste orientée 09/27 et longue de 1 524 mètres.

## Compagnies et destinations
| Compagnies     | Destinations        |
| -------------- | ------------------- |
| Buddha Air     | Katmandou-Tribhuvan |
| Yeti Airlines  | Katmandou-Tribhuvan |
| Nepal Airlines | Katmandou-Tribhuvan |

## Statistiques
Pour des raisons techniques, il est temporairement impossible d'afficher le graphique qui aurait dû être présenté ici.

Voir la requête brute et les sources sur Wikidata.